# 사마라 (이라크)
사마라(아랍어: سامَرّاء)는 이라크의 도시이다. 바그다드에서 북쪽으로 약 125km 살라딘주의 도시이다. 2003년에는 인구가 30만 명 정도였다.
중세 이슬람 작가는 사마라가 아랍어의 단어 사르민라에서 나왔다고 믿는다. 뜻은 '보는 모든이에게 즐거움'이다. 2007년 유네스코는 사마라를 세계문화유산으로 지정하였다.

## 기후
| Samarra의 기후           | Samarra의 기후 | Samarra의 기후 | Samarra의 기후 | Samarra의 기후 | Samarra의 기후 | Samarra의 기후 | Samarra의 기후 | Samarra의 기후 | Samarra의 기후 | Samarra의 기후 | Samarra의 기후 | Samarra의 기후 | Samarra의 기후 |
| 월                       | 1월            | 2월            | 3월            | 4월            | 5월            | 6월            | 7월            | 8월            | 9월            | 10월           | 11월           | 12월           | 연간           |
| ------------------------ | -------------- | -------------- | -------------- | -------------- | -------------- | -------------- | -------------- | -------------- | -------------- | -------------- | -------------- | -------------- | -------------- |
| 일평균 최고 기온 °C (°F) | 15.3 (59.5)    | 18.0 (64.4)    | 22.1 (71.8)    | 28.3 (82.9)    | 35.7 (96.3)    | 41.1 (106.0)   | 43.9 (111.0)   | 43.6 (110.5)   | 39.7 (103.5)   | 33.2 (91.8)    | 24.4 (75.9)    | 17.4 (63.3)    | 30.2 (86.4)    |
| 일평균 최저 기온 °C (°F) | 4.4 (39.9)     | 5.9 (42.6)     | 9.3 (48.7)     | 14.2 (57.6)    | 19.6 (67.3)    | 23.5 (74.3)    | 25.9 (78.6)    | 25.4 (77.7)    | 21.4 (70.5)    | 16.4 (61.5)    | 10.6 (51.1)    | 5.8 (42.4)     | 15.2 (59.4)    |
| 평균 강수량 mm (인치)    | 25 (1.0)       | 30 (1.2)       | 29 (1.1)       | 21 (0.8)       | 8 (0.3)        | 0 (0)          | 0 (0)          | 0 (0)          | 0 (0)          | 4 (0.2)        | 20 (0.8)       | 34 (1.3)       | 127 (5.0)      |
| 출처: climate-data.org   |                |                |                |                |                |                |                |                |                |                |                |                |                |

## 고대의 사마라
진흙 벽돌 폐허에 의해 덮인 현재의 고고유적을 통해서 사마라의 유적은 '텔 소완'에서 발견되는 청동기 사마라 문명(기원전 5500년 ~ 기원전 4800년)과는 달리 고대에 단지 가볍게 점유되었다. 텔소완에는 관개 수로의 흔적이 남아있다.

## 아바스 왕조의 수도
836년, 아바스 왕조의 칼리프 알무타심은 이 곳을 수도로 정했다. 892년에 수도를 다시 바그다드로 옮겼다.

## 시아파의 성지
시아파의 성지인 알아스카리 모스크가 위치한다. 이 곳에는 열번째와 열한번째 시아파 이맘인 '알리 알하디'와 '하산 알아스카리'의 영묘(靈廟)가 있다.

## 사진

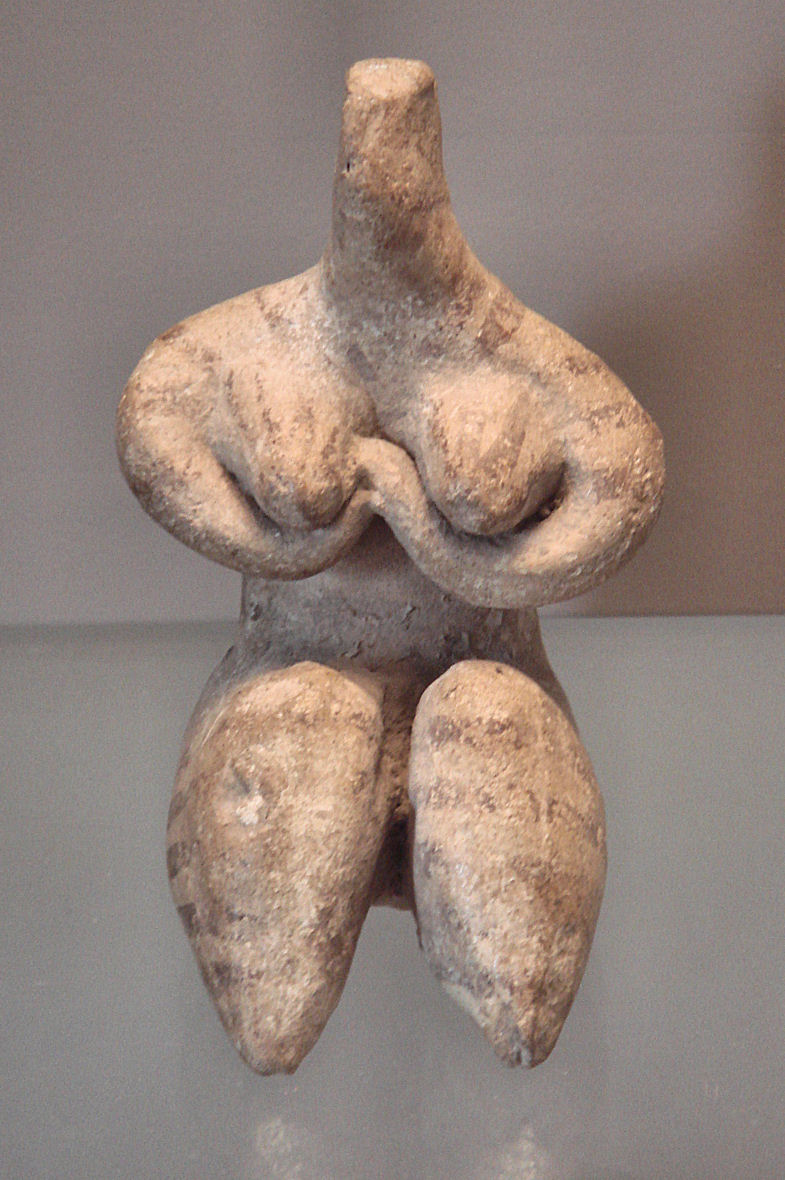
기원전 6000년경의 유물로 추정되는 사마라의 여인상
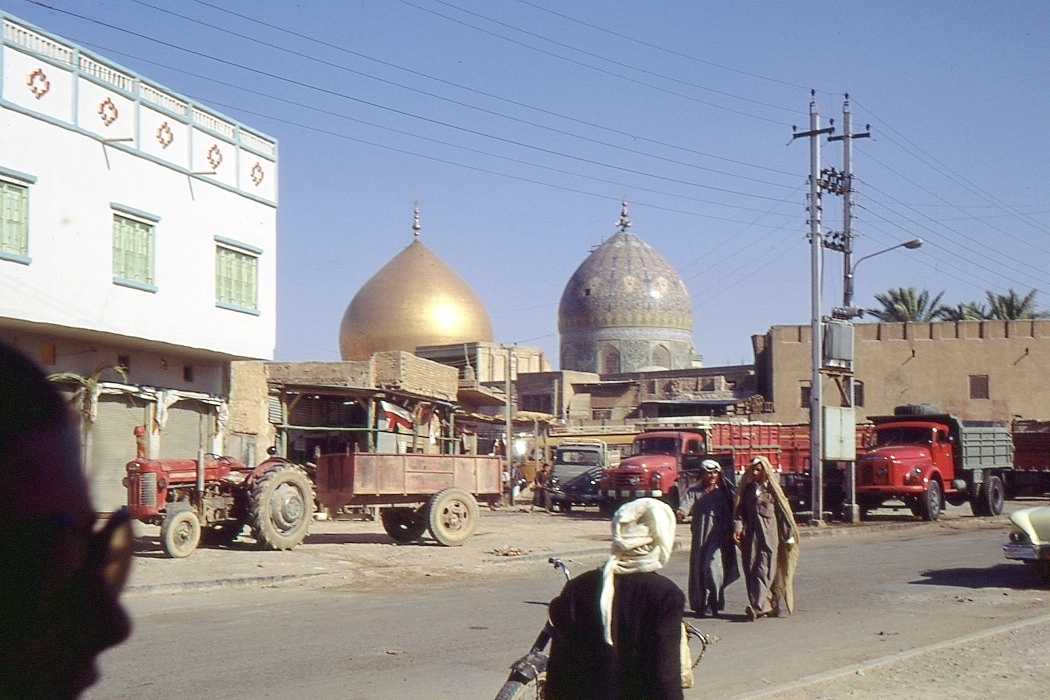
알아스카리 모스크를 배경으로 한 사마라 시가지의 모습 (1970년)